# Frötuna socken
Frötuna socken i Uppland ingick tidigare i Frötuna och Länna skeppslag, ingår sedan 1971 i Norrtälje kommun och motsvarar från år 2016 Frötuna distrikt.
Socknens areal är 110,31 kvadratkilometer, varav 98,48 land. År 2000 fanns 2 086 invånare. Björnö gods, orterna Spillersboda och Kaggeboda samt Frötuna med sockenkyrkan Frötuna kyrka ligger i socknen.  

## Administrativ historik
Socknen har medeltida ursprung. I slutet av 1500-talet utbröts Rådmansö församling och socken. 1622 utbröts Norrtälje stad och Norrtälje församling. 
Vid kommunreformen 1862 övergick socknens ansvar för de kyrkliga frågorna till Frötuna församling och för de borgerliga frågorna till Frötuna landskommun. Landskommunen utökades 1952 och uppgick 1971 i Norrtälje kommun.
1 januari 2016 inrättades distriktet Frötuna, med samma omfattning som församlingen hade 1999/2000.  
Socknen har tillhört län, fögderier, tingslag och domsagor enligt vad som beskrivs i artikeln Frötuna och Länna skeppslag. De indelta soldaterna tillhörde Livregementets dragonkår, Roslags skvadron. De indelta båtsmännen tillhörde Södra Roslags 1:a och Norra Roslags 2:a båtsmanskompani.

## Geografi
Frötuna socken ligger sydost om Norrtälje på västra delen av halvön Rådmansö och söder om Lommaren och Norrtäljeviken. Socknen är en sjörik kuperad skogsbygd med odlingsbygd i norr.

### Geografisk beskrivning
Socknen avgränsas i norr av sjön Lommaren samt Lommarsundet och dalgången härifrån ut till Norrtäljeviken. I öster avgränsas socknen av Hattsunden och gränsen mot Rådmansö socken. Gränsen går över land från Hattsunden till Håtöviken. Här ligger Håtö svansar i socknen. Gränsen löper sedan västerut genom Norrfjärden och innesluter Humlö, Västerö och Idö. Socknen når land strax söder om Spraggarboda. Inom socknen ligger sjön Limmaren. Större byar är Spraggarboda, Spillersboda, Nodsta, Kaggeboda, Baltora, Björknäs samt Björnösund.

## Fornlämningar
Från bronsåldern finns spridda gravrösen. Från järnåldern finns ungefär 40 gravfält och en fornborg. Tre runstenar har påträffats.

## Namnet
Namnet skrevs 1311 Frøtunum innehåller gudanamnet Fröja och tuna, 'inhägnad' och avsåg ursprungligen en by där prästgården nu ligger.